# 랴네로스 FC
랴네로스 FC(스페인어: Llaneros Fútbol Club SA)는 콜롬비아 메타주 비야비센시오를 연고로 하는 축구단이다. 2012년 4월 20일에 창단되었으며, 카테고리아 프리메라 B에 참가하고 있다.